# Claudia Poll
Claudia Maria Poll Ahrens (Manágua, 21 de dezembro de 1972) é a maior nadadora da história da Costa Rica, campeã olímpica e mundial dos 200 metros livres. Até hoje, é a única medalhista de ouro de seu país e a segunda medalhista de toda a história (sua irmã Silvia ganhou a primeira medalha olímpica em Seul 1988).
Seus pais eram alemães que se instalaram na Nicarágua. Após o terremoto de 1972 em Manágua e crescentes problemas políticos, os pais de Claudia decidiram ir para a Costa Rica. Poll se tornou cidadã costarriquenha em 1993. Ela começou a nadar em 1979 e rapidamente se tornou uma das melhores nadadores da América Central. 
Nas Olimpíadas de Atlanta em 1996 ela ganhou a medalha de ouro nos 200 metros livres. Foi uma surpresa, pois venceu a favorita da Alemanha, Franziska van Almsick. Dagmar Hase, também da Alemanha, ganhou o bronze. 
Em 1997, foi nomeada pela Swimming World Magazine como a melhor nadadora do ano. 
Nos Jogos Olímpicos de Sydney em 2000, ganhou duas medalhas de bronze. Em Atenas 2004 ficou em nono lugar nos 400 metros livres.
Claudia foi acusada de doping em 2002. Ela recorreu da sentença, mas em 3 de junho de 2002, o Tribunal Arbitral do Esporte (CAS) negou provimento ao recurso contra a decisão da FINA e decidiu dar o positivo de doping por nandrolona (metabólito), aplicando suspensão de quatro anos, que foram posteriormente reduzidos para dois anos.
Ela foi recordista mundial dos 400m livres em piscina semi-olímpica entre 1997 e 2003.